# Calophasia cuyana
Calophasia cuyana là một loài bướm đêm trong họ Noctuidae.